# Rmilat
Rmilat  (in arabo ارميلات‎?) è un centro abitato e comune rurale del Marocco situato nella provincia di Sidi Kacem, regione di Rabat-Salé-Kénitra. Conta una popolazione di 16 861 abitanti (censimento 2014).